# Gloria Guida
Pour les articles homonymes, voir Guida (homonymie).
Gloria Guida, née le 19 novembre 1955 à Mérano, dans la province de Bolzano dans le Trentin-Haut-Adige, est une actrice italienne. Elle a abandonné sa carrière au cinéma après son mariage en 1991 avec Johnny Dorelli.

## Biographie
Elle est née le même jour, le même mois et la même année que sa collègue Marilda Donà (it), avec laquelle elle a joué dans les films L'affittacamere (it) (1976) et La Lycéenne et les Fantômes (1982). Mérano est sa ville natale, mais sa famille, d'origine émilienne, s'est rapidement installée à Casalecchio di Reno, où elle réside encore officiellement aujourd'hui. Elle a commencé sa carrière artistique en tant que chanteuse dans une boîte de la Riviera romagnole dirigé par son père.

### Musique
Gloria Guida a commencé sa carrière artistique en tant que chanteuse, à l'âge de presque 17 ans, en 1972, en participant au concours de chant Un disco per l'estate avec la chanson L'uomo alla donna non può dire no, sortie ensuite en single. Un deuxième single suit la même année, Cuore, fatti onore, une reprise italienne de la chanson California Calling de Danny Beckerman, chantée à l'origine par Fickle Pickle sur leur album Sinful Skinful de 1970, et traduite en italien par Franco Califano. Pour la face B de l'album, Pioggia nell'anima, la même chanson que celle du single précédent a été réutilisée. En 1973, la maison de disques pour laquelle elle travaille, CBS Italiana, la nomme au Festival de Sanremo 1973, mais la chanson qui lui est confiée n'est pas admise. Dans le même temps, une controverse dans la presse critiquait la tendance contemporaine à admettre des chanteurs choisis uniquement pour leur présence physique, avec le danger de transformer le temple de la chanson italienne en « un triomphe des seins et des cuisses ».
Après s'être lancée dans une carrière d'actrice, Gloria Guida a abandonné sa carrière de chanteuse, ne revenant chanter qu'en de rares occasions pour les bandes originales de ses films. En effet, elle a chanté la chanson Avere vent'anni pour la bande originale du film du même nom Avoir vingt ans en 1978. Elle a également chanté Stammi vicino, une chanson composée par Gianni Ferrio pour la bande originale du film La lycéenne séduit ses professeurs en 1979, ainsi que la même année La musica è pour le film L'Infirmière de nuit, composée encore une fois par Ferrio et sortie en single sur 7". En 2011, elle revient à la chanson en participant en tant que candidate au télé-crochet Lasciami cantare! sur Raiuno. Elle s'essaie à nouveau au chant en 2012 lors de la première édition du télé-crochet Tale e quale show, où elle imite Patty Pravo, Raffaella Carrà, Arisa et Noemi.

### Cinéma

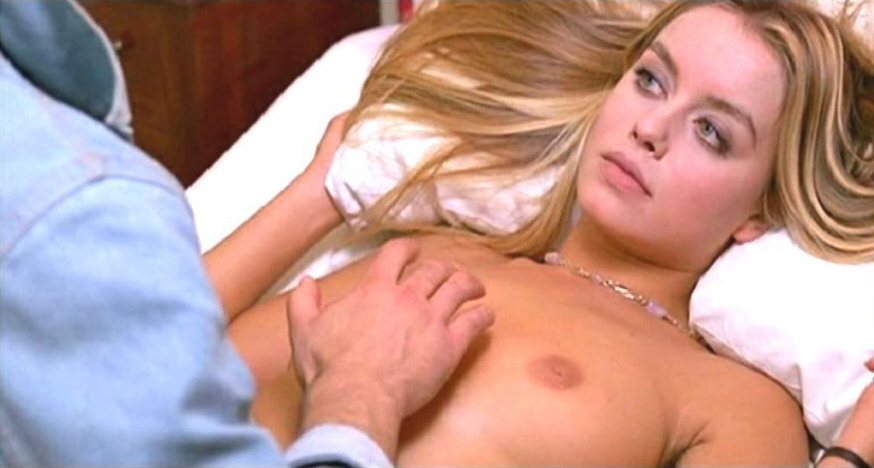
Gloria Guida dans La lycéenne a grandi (1975).

Le premier film mettant en vedette Gloria Guida est La lycéenne découvre l'amour, suivi immédiatement des Polissonnes excitées. Ces films racontent le quotidien d'adolescents aisés qui tuent leur ennui par le sexe. Elle y joue deux personnages féminins découvrant leur sexualité, oscillant entre des admiratrices plus âgées et des amants plus jeunes. Dans Couples impudiques (1975), elle incarne une jeune prostituée qui, après une descente de police, est confiée au contrôle de son père. Avec ce film, Guida entre pleinement dans le genre de la comédie érotique italienne. Toujours en 1975, elle joue dans La novice se dévoile mis en scène par Giuliano Biagetti et La lycéenne a grandi. Mais le film qui la consacre est À nous les lycéennes, un film qui aura plusieurs suites, se déroulant à nouveau dans une école de province où la belle lycéenne est courtisé par les professeurs, le proviseur et par ses camarades de classe.
On retrouve dans ces films toutes les scènes typiques de la comédie érotique, comme les scènes de douche espionnées par le trou d'une serrure. La lycéenne découvre l'amour a non seulement eu des suites mais aussi d'innombrables imitations. L'un des films les plus populaires de Guida est L'Infirmière de nuit. Célèbre est la scène de l'infirmière sensuelle qui ouvre sa blouse blanche provoquant l'excitation du malade qu'elle surveille, joué par Mario Carotenuto. Ces films, réalisés avec peu de moyens, ont été mal accueilli parmi les féministes des années 1970. Malgré le fait qu'ils étaient presque toujours modestes sur le plan artistique, ils ont connu le succès au box-office et sont encore très demandés aujourd'hui, comme en témoignent les rediffusions proposées par les chaînes de télévision privées. Dans Avoir vingt ans de Fernando Di Leo, Gloria Guida fait une autre interprétation notable en compagnie de Lilli Carati. Le film documente les désillusions des années hippies.
Elle a rencontré Johnny Dorelli au théâtre, où ils jouent tous deux dans la comédie musicale Accendiamo la lampada (1979), puis au cinéma dans Qui c'est, ce mec ? (1981) et un mariage consacrera leur union le 15 mai 1991. Après ce mariage, Guida abandonne progressivement le cinéma, se consacrant à sa vie de famille avec leur fille Guendalina.
Les derniers films joués par Gloria Guida sont : La Lycéenne et les Fantômes (1982) avec Renato Pozzetto, et en couple avec son mari Les Derniers Monstres (1982) ; enfin le téléfilm Festa di capodanno (1988). Pendant quelques années, elle continue à travailler au théâtre, en compagnie de son mari, avant d'abandonner complètement la scène. En 2009, elle est revenue au petit écran, en tant qu'actrice dans la série télévisée Fratelli Benvenuti, diffusée par Mediaset mais avec peu de succès (initialement diffusée sur Canale 5, elle a ensuite été déplacée sur Rete 4 en raison de faibles audiences).

### Retour à la télévision

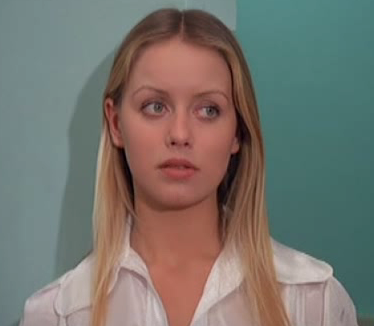
Gloria Guida dans Les Polissonnes excitées (1974).

En 2010, elle recommence à travailler à la télévision, principalement pour la Rai. En 2015, elle a coanimé Il mondo a 45 giri  avec Luca Barbarossa et de 2018 à 2020, elle a animé l'émission Le ragazze, dans laquelle des femmes de différentes générations, célèbres ou non, racontent leur histoire.
En septembre 2021, elle a participé à l'émission télévisée Star in the Star sur Canale 5, en imitant la chanteuse Patty Pravo. Elle est éliminée au deuxième épisode.

## Impact dans le cinéma italien
Dans l'imaginaire collectif, Gloria Guida reste liée à la figure de la lycéenne/étudiante qui allie candeur et malice. Un personnage, celui-ci, qui rivalisait à l'époque avec celui plus installé de l'institutrice incarné par des actrices comme Edwige Fenech.
Dans une interview donnée en 1976 et retranscrite par Manlio Gomarasca et Davide Pulici dans l'ouvrage 99 Donne, Gloria Guida a déclaré : « Bien sûr, je me déshabille, mais on ne m'a presque jamais vue nue dans un rapport sexuel. On me voit par le trou de la serrure, dans la douche, dans la salle de bains. Ce n'est pas ma faute si même au cinéma il y a des voyeurs. Je n'aime pas non plus les vidéos érotiques de basse qualité. Même dans mes films aux scènes polémiques ou dénigrées, il y a un sens ».

## Filmographie
- 1974 : La lycéenne découvre l'amour (La ragazzina) de Mario Imperoli
- 1974 : Les Polissonnes excitées (La minorenne) de Silvio Amadio
- 1975 : Couples impudiques (Blue Jeans) de Mario Imperoli
- 1975 : Il gatto mammone (it) de Nando Cicero
- 1975 : Il solco di pesca de Maurizio Liverani
- 1975 : À nous les lycéennes (La liceale) de Michele Massimo Tarantini
- 1975 : La novice se dévoile (La novizia) de Giuliano Biagetti
- 1975 : Si douce, si perverse (Peccati di gioventù) de Silvio Amadio
- 1975 : La lycéenne a grandi (Quella età maliziosa) de Silvio Amadio
- 1976 : Il medico... la studentessa de Silvio Amadio
- 1976 : L'affittacamere (it) de Mariano Laurenti
- 1976 : Jeune fille au pair (La ragazza alla pari) de Mino Guerrini
- 1976 : La lycéenne se marie (Scandalo in famiglia) de Marcello Andrei
- 1977 : Maschio latino... cercasi (it) de Giovanni Narzisi
- 1977 : Orazi e Curiazi 3 - 2 (it) de Giorgio Mariuzzo (it)
- 1978 : Travolto dagli affetti familiari de Mauro Severino
- 1978 : Le Crime du siècle  (Indagine su un delitto perfetto) d'Aaron Leviathan
- 1978 : Les lycéennes redoublent (La liceale nella classe dei ripetenti) de Mariano Laurenti
- 1978 : Avoir vingt ans (Avere vent'anni) de Fernando Di Leo
- 1978 : Le Mystère du triangle des Bermudes (The Bermuda Triangle) de René Cardona Jr.
- 1979 : La lycéenne séduit ses professeurs (La liceale seduce i professori) de Mariano Laurenti
- 1979 : L'Infirmière de nuit (L'infermiera di notte) de Mariano Laurenti
- 1979 : La lycéenne est dans les vaps (La liceale, il diavolo e l'acquasanta) de Nando Cicero
- 1980 : Le Coq du village (Fico d'India) de Steno
- 1981 : Qui c'est, ce mec ? (Bollenti spiriti) de Giorgio Capitani
- 1982 : Les Derniers Monstres (Sesso e volentieri) de Dino Risi
- 1982 : La Lycéenne et les Fantômes (La casa stregata) de Bruno Corbucci
- 1988 : Festa di Capodanno (it), feuilleton de Piero Schivazappa
- 1989 : Finalmente venerdì (it), émission télévisée de Davide Rampello (it)